# Bahadurganj
Bahadurganj é um cidade no distrito de Kishanganj, no estado indiano de Bihar. Está localizada a 26° 16′ N, 87° 49′ L, a uma altitude média de 51 metros.
Segundo o censo de 2001, Bahadurganj tinha 28 224 habitantes. Os indivíduos do sexo masculino constituem 53% da população e os do sexo feminino 47%. Bahadurganj tem uma taxa de literacia de 34%, inferior à média nacional de 59,5%; com 69% para o sexo masculino e 31% para o sexo feminino. 21% da população está abaixo dos 6 anos de idade.